# مبادئ التواصل بين الثقافات
توجه مبادئ التواصل بين الثقافات عملية تبادل معلومات واضحة وذات مغزى عبر الحواجز الثقافية بطريقة تحافظ على الاحترام المتبادل وتقلل من الخصومة. وبالنسبة لهذه الأغراض، تعد الثقافة نظامًا مشتركًا من الرموز والعقائد والاتجاهات والقيم والتوقعات والمعايير الاجتماعية للسلوك. وهي تشير إلى مجموعات مترابطة من البشر سواء يقيمون كليًا أو جزئيًا داخل أراضي الدولة أو موجودين دون إقامة في أية منطقة محددة. وبالتالي تكون لهذه المبادئ أهمية مساوية عند التماس أحد السائحين المساعدة أو سعي شركتين منفصلتين دمج أعمالهما أو تفاوض الساسة بشأن السلام العالمي. ولقد أثار عاملان أهمية هذا الموضوع:
- أتاحت التحسينات في تكنولوجيا الاتصالات والنقل للثقافات الثابتة سابقًا الالتقاء في مواقف غير منظمة؛ على سبيل المثال، يفتح الإنترنت قنوات اتصال دون وسيط بينما تنقل خطوط الطيران الاقتصادية المواطنين العاديين إلى بيئات وأوساط غير مألوفة. وتثبت التجربة أن مجرد عبور الحواجز الثقافية قد يمثل تهديدًا بينما قد تثير محاولات التفاعل الإيجابية ردود فعل دفاعية. وقد يتفاقم سوء الفهم كنتيجة للحساسية المفرطة تجاه الإهانات المحتملة أو الخوف المفرط والوقائي من توجيه إهانة لأحد الأشخاص؛
- تعتقد بعض المجموعات أن ظاهرة العولمة قد قللت من التنوع الثقافي وبالتالي قللت من فرصة حدوث حالات سوء الفهم، ولكن وصف الأفراد على أنهم نسخ متماثلة هو مجرد تبسيط للأمر. فيجذب منتج أو ماركة واحدة فقط التطلعات المادية لمجموعة من المشترين الذين يختارون مشترياتهم بأنفسهم، ولن تؤثر مبيعاتها على تعدد العوامل الكثيرة التي قد تفرق بين الثقافات.

## ما هي الإخفاقات التي قد تحدث؟
إن الأفراد من الثقافات المختلفة تشفر الرسائل وتفسرها بطرق مختلفة، مما يزيد من فرص حدوث سوء فهم، ولذلك تعد النتيجة الأولى للاعتراف بوجود اختلافات ثقافية، والتي تراعي عدم حدوث سوء تفاهم، هي افتراض أن أفكار الأشخاص الآخرين وتصرفاتهم ليست بالضرورة مماثلة لأفكارنا وأفعالنا. وتنبع مثل هذه الافتراضات من جهل قد يكون في غاية الضرر ويمكن أن يؤدي إلى الكثير من الإحباط للأفراد من الثقافتين. ومن النتائج الأخرى للجهل وسوء الفهم الثقافي أن يدخل الفرد إلى ثقافة جديدة وهو يعتنق مثل هذا التعصب العرقي -الافتراض بأن ثقافتنا هي الثقافة الصحيحة.

### الحقوق والقيم والاحتياجات
يسهل التعرف على بعض السمات الثقافية، على سبيل المثال ما إذا كان الأفراد واعين بالمكانة الاجتماعية أو ما إذا كانوا يتفاخرون بمظاهر الثراء المادي. ولكن يتم افتراض الكثير من الحقوق والإشارة الضمنية إلى القيم وتظل العديد من الاحتياجات غير معلنة (على سبيل المثال، لأغراض الأمان أو الحماية أو مشاعر الحب أو الشعور بالانتماء إلى مجموعة محددة أو تقدير الذات والقدرة على تحقيق الفرد لأهدافه).
فعلى سبيل المثال، ستختلف القضايا المتعلقة بالسلامة الشخصية والكرامة والتحكم اختلافًا كبيرًا بين شخص صحيح بدنيًا وآخر معاق. وبالمثل، قد توجد مشكلات تتعلق بالاحترام عندما يتقابل شخص من ثقافة تؤمن بالطبقية بصرامة مع آخر مؤمن بالاستحقاقراطية، أو عند وجود التمييز العنصري أو الجنسي أو التعصب الديني في إحدى الثقافات. ففي مثل هذه المواقف تلعب الهوية دورًا رئيسيًا عند مناقشة الدور أو «المكانة» المناسبة للآخر ومن المتحكم في حياتهم وكيفية تمثيل أنفسهم للعالم الخارجي. ولكن تكمن الحقيقة بصورة متأصلة في علاقات القوى: فهي بشأن الأفراد الموجودين في أعلى الهرم الاجتماعي أو الاقتصادي أو السياسي. فقد يكون أفراد العائلات مهووسين بالتنافس بين بعضهم البعض مثلهم مثل الأشخاص المتنافسين على المدى الطويل.

### الافتراضات
قد يقوم الأفراد بتفسير دوافع الأشخاص الآخرين بشكل خاطئ. فعلى سبيل المثال، قد تفترض إحدى المجموعات أنهم يقومون ببساطة بتبادل المعلومات بشأن معتقداتهم بينما تعتقد المجموعة الأخرى أنهم يتفاوضون حول أحد التغييرات السلوكية. وفي الغالب يحدث ذلك عندما لا تكون أطراف الحوار صريحة تمامًا مع بعضها البعض من البداية. فقد يرغب الأفراد في حماية خصوصيتهم، وتكون الشركات قلقة بشأن عمليات التجسس الصناعي وقد يكون الساسة ملزمين بمتطلبات السرية لحماية المصالح الوطنية. ومع ذلك، فإن توضيح الهدف من التفاعل هو خطوة ضرورية لتفادي الالتباس، وخاصة في المواقف التي يوجد فيها مصالح مكتسبة.

### الموقف
إذا لم يكن الوقت من العوامل المتضمنة وإذا أقبلت الأطراف المتفاعلة هذه المقابلات بصبر ونية حسنة، فيرجح حدوث تواصل فعال. ولكن، إذا كانت الأطراف تقع تحت وطأة ضغط (سواء كان ناتجًا عن ظروف خارجية أو احتياجات داخلية) فقد تؤثر المشاعر سلبًا على اللقاء. يعد التحامل أداة مختصرة لصنع القرار. ففي أثناء الأزمات، قد يثير الخوف والغضب تبني أساليب أكثر عدوانية، وخاصة إذا كان اللقاء يتم تحت أنظار وسائل الإعلام الإخبارية.

## تحسين التواصل بين الثقافات
من الضروري أن يقوم الأشخاص ببحث الثقافات وتقاليد التواصل الخاصة بهؤلاء الذين ينتوون مقابلتهم. حيث سيقلل هذا من خطورة ارتكاب الأخطاء الأولية. ومن الحكمة أيضًا وضع أجندة واضحة ليفهم الجميع طبيعة التفاعل وغرضه. وعندما تكون مهارات اللغة غير متساوية فإن توضيح المعنى الذي يقصده الشخص باستخدام الطرق الخمس التالية سيحسن من التواصل:
1. تجنب استخدام التعبيرات الاصطلاحية واللغة العامية، واختيار الكلمات التي ستنقل أكثر المعاني الدلالية تحديدًا فقط
2. استمع بحرص، وعند الشك، قم بالاستفسار لتأكيد الفهم (وخاصة عندما تمثل اللهجات المحلية وطريقة النطق مشكلة)؛
3. إدراك أن اللهجات وحدة الصوت قد يتسببان في اختلاف المعنى بدرجة ملحوظة
4. مراعاة شكليات وأساليب التواصل المحلية، وانتبه لأي تغيير يحدث في لغة الجسد.
5. تحقق من كيفية رؤية ثقافتهم لثقافتك عن طريق قراءة بعض الكتابات بشأن ثقافتك من وجهة نظرهم قبل بدء التواصل معهم. حيث سيتيح لك هذا إعداد نفسك لوجهات النظر المتوقعة بشأن ثقافتك والتي ستمثلها بوصفك زائرًا لثقافتهم.

إذا لم يكن من الممكن تعلم لغة الطرف الآخر، فمن الملائم التعبير عن الاحترام بتعلم بعض الكلمات القليلة. ويمكن لمترجم توصيل الرسالة في جميع التعاملات المهمة.
وفي أثناء الكتابة، يمثل اختيار الكلمات العلاقة بين القارئ والكاتب؛ ولذلك يجب التفكير المتأني والحرص عند كتابة النص حيث قد يتم تحليله بدقة بواسطة المتلقي.